# Последнее наступление
Последнее наступление (исп. Ofensiva final) — последняя военная операция во время гражданской войны в Испании, проведенная военным командованием франкистов против Второй Испанской Республики в конце марта 1939 года.

## Переговоры
После государственного переворота 5 марта 1939 года, организованного полковником Сехисмундо Касадо, и отстранения правительства Хуана Негрина от власти, сформированный Совет национальной обороны немедленно попытался добиться соглашения с правительством Франко о достижении «почетного мира», но мятежники настаивали на безоговорочной капитуляции Республики.
19 марта Франко согласился принять республиканских представителей, и Касадо 23 марта отправил в Бургос своих эмиссаров — подполковника Гарихо и майора Ортегу — для прямых переговоров со стороной националистов. В тот же день на аэродроме Гамональ состоялись переговоры, на которых представители Франко подтвердили, что будет принята только безоговорочная капитуляция республиканских войск, что в течение двух дней республиканская авиация должна быть передана франкистам, что 27 марта должно быть объявлено на всех фронтах прекращение огня, чтобы войска националистов могли начать наступление. До этого республиканские силы должны были сдаться и сдать свое оружие. Что касается репрессий, которых опасались республиканцы, Франко дал лишь туманное словесное обещание «справедливости для тех, кто не совершал преступлений», не дав никаких дополнительных объяснений. Наконец, 25 марта эмиссары Франко заявили, что республиканская авиация еще не сдалась, обвинив Касадо в том, что он «не контролирует свои войска и, следовательно, не в состоянии вести переговоры», и прекратили все переговоры. Республиканские эмиссары вернулись в Мадрид утром 26-го, чтобы ускорить перелет авиации, но было уже слишком поздно.

## Наступление
Всего через несколько часов после окончания «переговоров» с двумя представителями Совета национальной обороны «генералиссимус» Франко отдал приказ о начале наступления на всех фронтах.
Первые операции прошли на Южном фронте, где 26 марта марокканский армейский корпус под командованием генерала Ягуэ и Андалузский армейский корпус под командованием генерала Муньоса Кастельяноса продвинулись в направлении Пособланко-Пеньярройя и Оканья, встретив очень слабое сопротивление, так как многие республиканские позиции были уже оставлены, и республиканские армии в Эстремадуре и Андалузии сложили оружие, а города были заполнены белыми флагами перед приближение войск франкистов. 29 марта марокканский корпус Ягуэ достиг Сьюдад-Реаля и Пуэртольяно; Андалузский армейский корпус занял Байлен и Линарес, в то время как Кордовский армейский корпус под командованием генерала Бурбона вошел в Хаэн, а Гранадский корпус продвигался вдоль побережья в сторону Альмерии.
На Центральном фронте Толедский и Наваррский армейские корпуса, а также итальянцы, продвинулись из Талавера-де-ла-Рейна и Толедо на юг, заняв 27 марта города Полан, Мора, Аргес и Гальвес. На Левантийском фронте армейские корпуса Ургеля и Арагона продвинулись от Торре-дель-Бурго, Масегосо и Сифуэнтеса до Мадрида и Валенсии. Наступавшие нигде не встретили сопротивления. Республиканские части и подразделения стихийно распались к 28 марта. Некоторые солдаты обнимали друг друга, радуясь окончанию войны.
Наступление франкистской Армии Центра также не встретило никакого сопротивления, потому что на мадридском фронте республиканские солдаты начали покидать окопы, особенно после того, как по радио были переданы знаменитые «Уступки генералиссимуса», обещающие «доброжелательное отношение» к военным, выступающим за прекращение борьбы. «Солдаты прибывали в центральные районы города, садились в метро в Куатро-Каминос и отправлялись домой, или переезжали на другую сторону Мадрида, в Вальекас, чтобы отправиться к Средиземному морю». В одних местах на фронте между солдатами с обеих сторон происходили братания, в других местах республиканские солдаты переходили на сторону франкистов.
28 марта войска националистов без боя вошли в Мадрид.
В Леванте Арагонский армейский корпус генерала Рафаэля Гарсиа Валиньо, наступавший в сторону Валенсии, встретил небольшое сопротивление, потому что в этом городе все еще были сосредоточены республиканские войска, желающие защитить беженцев, которые планировали покинуть Испанию из валенсийского порта. Когда эти беженцы во второй половине дня 28 марта отправились в Аликанте, республиканские войска прекратили сопротивление и покинули Валенсию, оставив ее в руках франкистской пятой колонны, вышедшей из подполья.
Таким образом, 29 марта Валенсия и Аликанте были практически в руках пятых колонн еще до прихода войск националистов. В это же время Галисийский армейский корпус под командованием генерала Аранды занял Сагунто, а Кастильский армейский корпус вошел в Сегорбе. На следующий день итальянцы из дивизии «Литторио» заняли Альмансу, Рекену, Вильену и Эльду и вошли в Аликанте. В этот же день 83-я дивизия под командованием генерала Мартина Алонсо с триумфом вошла в Валенсию. 31 марта 4-я дивизия Наваррского армейского корпуса генерала Камило Алонсо Вега заняла Мерсию и Картахену.
1 апреля 1939 года в последней военной сводке победитель Франсиско Франко написал: «Сегодня, когда Красная Армия взята в плен и разоружена, национальные войска выполнили свою последнюю боевую задачу. Война окончена».